# Иван (циклон)
Интенсивный тропический циклон Иван — мощный тропический циклон, обрушившийся на Мадагаскар в феврале 2008 года. Образовавшийся 7 февраля из устойчивой зоны конвекции, Иван сначала двигался на юго-восток, а затем свернул на запад-юго-запад. Благодаря подходящим условиям, он укрепился, чтобы достичь пиковых ветров 17 февраля, прежде чем нанести удар на северо-восток Мадагаскара. Когда он пересекал остров, он превратился в остаточную зону низкого давления и ненадолго реорганизовался в слабую тропическую депрессию, а затем рассеялся 22 февраля.
Иван нанёс серьёзный ущерб Мадагаскару, вызвав сильные наводнения и повреждения от ветра. На острове Сент-Мари, наиболее пострадавшем районе, было разрушено 90% инфраструктуры и 70% построек. На основной части Мадагаскара было уничтожено более 400 000 акров (1600 км²) возделываемых культур, в результате чего сотни семей остались без еды. Кроме того, из-за сильных наводнений и сильных ветров в Туамасине весь город остался без электричества и питьевой воды. Всего без крова остались более 330 000 человек, а в результате урагана погибло 93 человека.

## Метеорологическая история

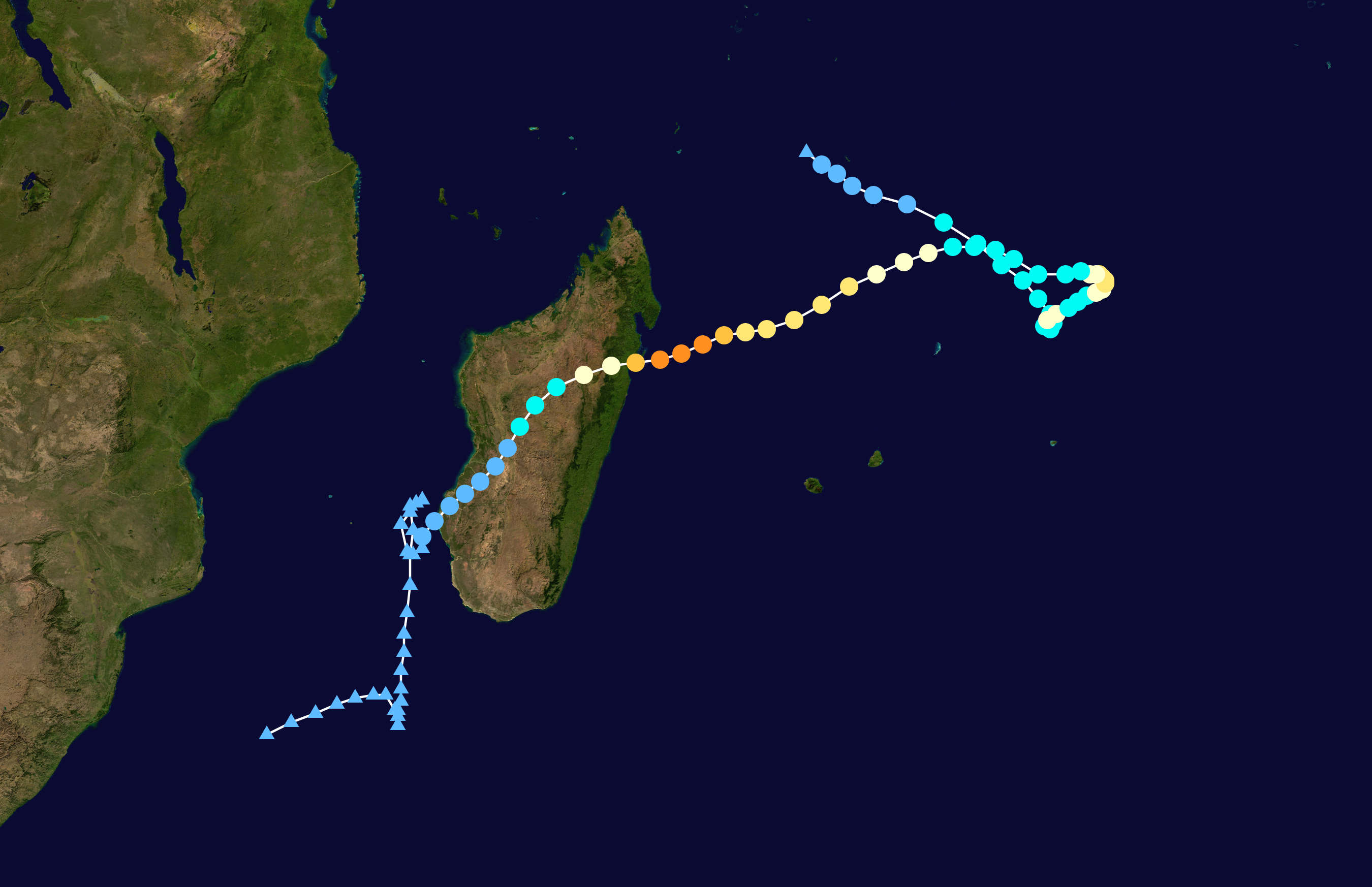
Траектория циклона Иван

5 февраля область конвекции сохранялась примерно в 555 км (900 миль) к северу от Реюньона на юго-западе Индийского океана. Система поддерживала широкую низкоуровневую циркуляцию с связанной с ней глубокой конвекцией. К началу 7 февраля циркуляция стала более выраженной, так как она оставалась в зоне слабого сдвига ветра и сильного рассеяния. В 06:00 UTC, Météo-France (MFR) классифицировала его как Tropical Depression Eleven примерно в 880 км (550 миль) к северо-северо-востоку от Маврикия. Примерно в то же время Объединённый центр предупреждения о тайфунах (JTWC) начал выпускать рекомендации по системе под названием Tropical Cyclone 18S. Депрессия прослеживалась с востока на юго-восток под влиянием гребня среднего уровня. Прекращение депрессии к югу от системы повысило состояние верхних уровней и быстро превратилось в Тропический шторм Иван.
Шторм быстро организовался и обрёл эффект глаза. Скорость его усиления замедлилась, поскольку барическая ложбина на верхнем уровне начала ограничивать отток, и движение Ивана стало почти стационарным, когда он вошёл в область слабых управляющих потоков воздуха. Поскольку в целом окружающая среда оставалась благоприятной, JTWC повысил Ивана до статуса тропического циклона — скорость ветра превышает 119 км/ч (74 мили в час) — рано утром 9 февраля. Однако MFR сохранил статус Ивана как сильный тропический шторм. Поздно вечером 9 февраля шторм временно ослабел, когда усилился сдвиг ветра, хотя на следующий день он снова усилился, поскольку конвекция усилилась; в центре конвекции образовался полосатый глаз, побудивший JTWC повторно повысить статус Ивана до тропического циклона поздно вечером 10 февраля. 11 февраля MFR повысил статус Ивана до тропического циклона в 1025 км (640 миль) к северо-востоку от Маврикия.
К 14 февраля он ускорился и вошёл в более благоприятную среду, превратившись в сильный тропический шторм. 15 февраля Иван получил статус тропического циклона, поскольку сохранялись благоприятные условия. 16 февраля Иван был повышен до уровня «Интенсивный тропический циклон» по мере приближения к Мадагаскару. Иван вышел на берег к северу от Фаноариву, Мадагаскар, 17 февраля. Тогда над сушей произошло быстрое ослабление из-за пересечённой местности острова. По прогнозам, Иван должен был после пересечения Мозамбикского пролива превратиться в тропическую депрессию после того, как покинет Мадагаскар. Иван пересёк Мадагаскар, направляясь на юго-запад. Его остатки снова появились над водой 21 февраля, и Météo-France возобновила консультации по «получившейся депрессии Ex-Ivan». Иван, сильно разбитый Мадагаскаром, больше не укреплялся; последнее извещение было выпущено 22 февраля.

## Воздействие

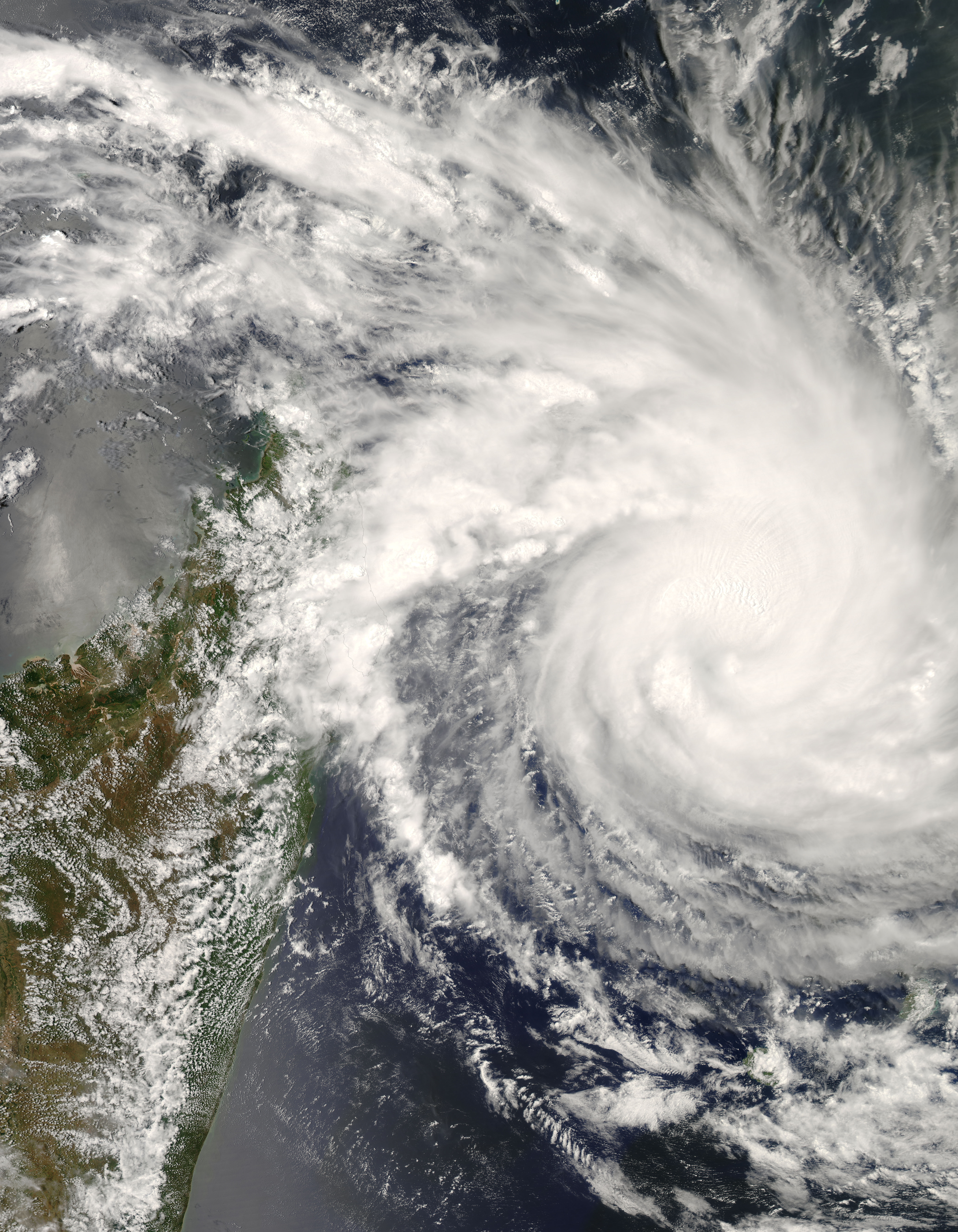
Циклон Иван усиливается 15 февраля

Циклон Иван переместился на берег Мадагаскара около города Туамасина 17 февраля, создав ветер со скоростью 125 миль в час (200 км/ч). По данным местных новостных агентств, остров Сент-Мари у побережья Мадагаскара был наиболее пострадавшим районом: 9 человек погибли и 90% инфраструктуры острова разрушено, в том числе обрушился отель. На острове все полёты были приостановлены или отменены во время шторма, а большая часть районов осталась без электроэнергии. 75 процентов построек на острове были полностью разрушены.
На материковой части Мадагаскара было уничтожено 100000 акров (400 км²) рисовых культур и 300000 акров (1200 км²) других возделываемых культур. Из-за этого во многих семьях было мало еды или вообще не было еды. В Аналандзируфу, наиболее пострадавшем регионе материковой части Мадагаскара, 80 000 человек остались без крова, а большинство школ, домов и других построек были потеряны в результате наводнения и сильного ветра. Ещё одним важным аспектом разрушения был мост Антаратасы, соединяющий регион Ацинанана и города на севере, который был полностью разрушен, в результате чего несколько человек оказались изолированы от их семей. Его обрушение, в дополнение к серьёзному повреждению коммуникаций, сделало затруднительным или невозможным связаться с людьми, вероятно пострадавшими от циклона.
В городе Туамасина из-за шторма отключили всю воду и электричество. Сильный ветер повалил деревья и линии электропередач, а также поднялись наводнения. В районе Алаотра-Мангоро почти 23000 человек нуждались в помощи, и наводнение причинило значительный ущерб. Сообщается, что в регионе Аналаманга без крова остались 18 000 человек, а в регионе Ацинанана до 13 000 человек остались без крова. В общей сложности 190 000 человек остались без крова в результате циклона, а погибло 93 человека.

## Последствия
После циклона Агентство США по международному развитию доставило на Мадагаскар товары и предметы первой необходимости. Агентство США по международному развитию также предоставило 320 рулонов полиэтиленовой плёнки на сумму 213 100 долларов США, которые предоставили убежище 3000 пострадавшим семьям, а также предоставили дополнительные 100 000 долларов США CARE International и Всемирной продовольственной организации ООН для Программы восстановления наземного доступа к пострадавшим районам и доставки предметов первой необходимости и продовольственной помощи. В результате общая помощь правительства США Мадагаскару после циклона превысила 300 000 долларов.
Почти 140 добровольцев были предоставлены Малагасийским Красным Крестом в семи районах восточной части страны для оказания помощи. Малагасийский Красный Крест получил дополнительные поставки от Французского Красного Креста, который мобилизовал свою оперативную платформу в Индийском океане для оказания материально-технической поддержки. Из главного центра на острове Реюньон было доставлено двенадцать тонн материалов, включая брезент, наборы инструментов, электрогенераторы, таблетки для воды и другие предметы первой необходимости. Кроме того, президент Мадагаскара пожертвовал 8 миллионов ариари местным отделениям Малагасийского Красного Креста вместе с 20 тоннами риса. В результате Красный Крест смог раздать предметы первой необходимости 1207 семьям; каждая семья получила 16 килограммов риса, 500 граммов соли, 1,5 литра растительного масла, два куска мыла, свечи и зажигалку.
- Батсирай (циклон)